# Cavendish család
A Cavendish család az Egyesült Királyság történelmében fontos szerepet játszott, tagjai politikai, katonai és tudományos területen jeleskedtek. A normann származású de Guernon család a XI. század végén érkezett meg Angliába. A XIV. századra megszerezték a Cavendish birtokot és vezetéknévként átvették a birtok nevét. A Cavendishek felemelkedése erősen köthető Bess of Hardwickhoz, aki élt a házasságai által szerzett vagyonával és befolyásával, így elérte, hogy a William Cavendish-sel kötött házasságából származó fiait grófokká és hercegekké emelje az uralkodó. Lányait is a kor gazdag, meghatározó főnemeseihez vagy azok fiaihoz adta feleségül. 

## A főnemesi címek előtt
A Cavendish (/ˈkævəndɪʃ/ KAV-ən-dish; /ˈkændɪʃ/ KAN-dish) család ősei a normann származású, I. Henrik uralkodása alatt élt Robert de Guernon-ig vezethetők vissza, ő jelentős földbirtokokat adományozott a gloucesteri apátságnak. A de Guernon család eredeti székhelye az essexi Stansted Mountfitchet volt, ahol a Gernon család több nemzedéke is élt. Geoffrey Gernon, 1231-ben született a család Derbyshire-beli Bakewell uradalmában. Kései leszármazottja, Roger de Gernon a suffolki Trimley St Martinbeli Grimston Hallban élt. Feleségül vette John Pottonnak, a Cavendish nevű birtok örökösének leányát, s e házasság révén földet szerzett a Cavendish majorságban és az ahhoz tartozó uradalomban. 
Helynévként a „Cavendish” első írásos említése 1086-ból származik, amikor Kavandisc alakban szerepel a Domesday Bookban. A név jelentése „Cafna legelője”. A Cafa vgay Cafna személynév, amely bátort, merészt jelent. Az edisc jelentése elkerített legelő. 1201-ben a Suffolk megyei királyi bírósági jegyzőkönyében megemlítenek egy Simon de Cavendis-t, majd 1242-ben Cavenedis, 1302-ben pedig de Cavendish alakban fordul elő újra.
A de Guernon vezetéknevet lassan Cavendish-re cserélték, a családot nagyjából 1500-ig Gernon, alias Cavendish-ként jegyezték. A középszintű köznemesi státuszú család tagjai alacsony besorolású pénzügyi feladatokat láttak el a helyi közigazgatásban és az udvarban. A Tudor-dinasztia idején emelkedtek fel. William Cavendish udvari emberként jelentős vagyonra tett szert a kolostorok feloszlatása után hátramaradt javak eladásának kezeléséből. Ez a vagyon tovább gyarapodott I. Erzsébet uralkodása idején, amikor feleségül vette a nála jóval fiatalabb Bess of Hardwicket, aki második/harmadik férje lett.

## Főnemesi címek elnyerése
Bess of Hardwick, kora egyik, ha nem a leggazdagabb főnemese volt nő létére, alapvetően megváltoztatta a Cavendish-ek sorsát, jövőjét. Vélhetően ő beszélte rá Williamet, hogy adja el a Dél-Angliában fekvő földjeit, beleértve a suffolk-i Cavendish birtokot, és vásárolja meg a Bess szülőföldjén fekvő derbyshire-i Chatsworth birtokot. Bess csaknem ötven évvel élte túl férjét, erős személyisége és vagyona révén uralta Cavendish gyermekeinek életét. William legidősebb fiát, Henry Cavendish-t Bess kitagadta – a család Henry-től származó ága az ír főrendben két generáción belül elnyerte a Waterpark bárója címet, egyenesági férfi leszármazottai azóta is viselik a címet. Bess hatalmas vagyonának nagy részét második fiukra, William Cavendishre hagyta, aki 1618-ban Devonshire grófja lett, majd utódai Devonshire hercegei címet nyertek. Ennek az ágnak az oldalága a Chesham bárói címet viselik – szintén a mai napig. A harmadik fiú leszármazottai is hercegi címet kaptak, a két viselőt megért, majd kihalt Newcastle-upon-Tyne hercegi címet.
Az Angol polgárháború (1642–1651) alatt a harmadik Devonshire gróf és Newcastle első hercege – mindkettőjüket William Cavendish-nek hívták – egyaránt royalista maradt, és külföldi száműzetésbe vonult (1640-50-es évek). Devonshire megyedik grófja – ugyan kimaradt II. Károly uralkodása (1660-1685) idején a Cabal-minisztérium öt fős, a politikát uraló főnemesi köréből – hercegi rangra emelkedett. Ő volt egyik szerzője az 1688-as Meghívás Vilmoshoz című dokumentumnak, amelyben protestáns uralkodó meghívásával ki akarták zárni a katolikusokat a trónöröklésből – ez indította el még abban az évben a dicsőséges forradalmat (1688-89), és végső soron a parlamenti hatalom megerősödéséhez vezetett. A levél aláíróit később „a Halhatatlan Hetek” néven emlegették.
A Cavendish család tagjai – rangidős főnemesek és fiatalabb ágak egyaránt – magas tisztségeket nyertek el 1688-tól nagyjából 1887-ig, ami a család politikai felemelkedését jelezte, együtt a Salisbury márkik és a Derby grófok vonalával. A nevezetes ágak a suffolki Cavendishből származó Sir John (kb. 1346–1381) leszármazottai. A család más címei közé tartozott a Portland hercegi cím, amely egy Cavendish leány Bentinck családba való beházasodása révén jött létre (a cím 1990-ben kihalt). A Portland vagyon jelentős része a Howard de Walden vagyonkezelő cég, amelynek London központi Marylebone negyedének nagy része felett. A cég vagyonát 2024-ben kb. ötmilliárd fontra becsülték.
Idővel a hatalom egyre inkább az ipari érdekek és az alsóház felé tolták. A Lordok Háza átalakításai – 1911-ben, 1958-ban, 1963-ban és 1999-ben – véglegesen megszüntették a Cavendish család és sok más brit nemesi família korábbi befolyását.
A család székhelye a derbyshire-i Chatsworth-ház. Korábbi birtok-helyükre utal a londoni Devonshire Square elnevezése.

## A Cavendish–család ágai
- Frances Cavendish (kb. 1548–1632) házasságot kötött Sir Henry Pierreponthoz. Leszármazottaik nyerték el a Kingston-upon-Hull grófjai (1628), majd a Kingston-upon-Hull hercege címet (1715, kihalt 1773-ban). A birtokokat továbbvivő Manvers grófi ág 1955-ben halt ki, így ma egyik cím sem él.
- Henry Cavendish (1550–1616) Bess legidősebb fia volt, de nem szerzett főnemesi címet, mivel anyja kitagadta. Törvényes utód nélkül halt meg, de nyolc törvénytelen gyermeke közül az egyik ágon jött létre a Waterpark bárói cím ( 1792), amely ma is létezik. Így Henry ága csak később, oldalági úton jutott nemesi ranghoz.
- William Cavendish (1552–1626) Bess második fia volt, és ő 1618-ban I. Jakab királytól kapta meg a Devonshire grófja címet. Leszármazottai 1694-ben hercegi rangra emelkedtek, így jött létre a Devonshire hercege cím, amely ma is él.
- Charles Cavendish (~1553–1617), Bess ötödik fia, házassága révén kapcsolódott az Ogle bárói családhoz, de ő maga nem szerzett főnemesi címet. Egyetlen fia, William Cavendish, később Newcastle-upon-Tyne hercege lett (1644), így Charles ága alapozta meg a Newcastle hercegi ágat, amely 1691-ben kihalt. Az Ogle báróság jogilag ma is létezik, de felfüggesztett állapotban van.
- Elizabeth Cavendish (1555–1582) Bess legfiatalabb lánya volt, aki politikailag kockázatos házasságot kötött Charles Stuarttal, Lennox 1. grófjával. Egyetlen gyermekük, Arabella Stuart, a Tudor-ház oldalági leszármazottjaként trónigényes lett, de sosem nyert főnemesi vagy uralkodói címet. Ez az ág politikailag jelentős, de címeket nem alapított, és hamar kihalt.
- Mary Cavendish (1556–1632) Bess leánya volt, aki Shrewsbury grófjának fiához, Gilbert Talbothoz ment feleségül. Férje révén ő lett Shrewsbury grófnéja, de saját águkból nem indult új főnemesi címvonal. Gyermekeik nem alapítottak új címet, és a Shrewsbury grófi cím más ágra szállt.

## A Cavendish családfa a főnemesi címek megszerzéséig
- John Cavendish (~1346–1381)[m 1]
  - John Cavendish[m 5]
    - William Cavendish (–1433)
      - Thomas Cavendish (–1477) ∞ Katherine Scudamore (1443–1499)[m 6]
        - Thomas Cavendish (–1524) ∞ Alice Smith (–1515)[m 7]
          - George Cavendish (1500–~1562)[m 8]
            - William Cavendish
              - Michael Cavendish (~1565–1628)[m 9]

          - William Cavendish (1505–1557) ∞¹ Margaret Bostock ∞² Elizabeth Coningsby ∞³ Bess of Hardwick
            - ¹Anne Cavendish ∞ Henry Bayntun
              - nem születtek utódok

            - ²Susan Cavendish (1543–) vélhetően csecsemőkorban meghalt
            - ²Joan Cavendish (1544/45–) vélhetően csecsemőkorban meghalt
            - ²Frances Cavendish (1546–1546) csecsemőkorban meghalt
            - ³Frances Cavendish (1548–) ∞ Henry Pierrepont
              - ...utódaik elnyerték a Kingston-upon-Hull hercegei, Rutland hercegei, Dorchester márkijai, Manvers grófjai,  Kellie grófjai címeket.

            - ³Henry Cavendish (1550–1616)[m 10] ∞ Grace Talbot (~1549–1616)
              - ...nem volt törvényes utód. Az apától származó törvénytelen utódok elnyerték a Waterpark bárója címet.

            - ³William Cavendish (1552–1626),  Devonshire 1. grófja
              - ...innen Devonshire grófjai és Devonshire hercegei, Chesham bárói

            - ³Charles Cavendish (~1553–1617)
              - ...utódaik elnyerték a Newcastle-upon-Tyne hercegei, Portland hercegei és Ogle bárói címeket

            - ³Elizabeth Cavendish (1555–1582) ∞ Charles Stuart, , Lennox 1. grófja
              - Arabella Stuart (1575–1615) ∞ William Seymour (1588–1660),  Somerset 2. hercege

            - ³Mary Cavendish (1556–1632) ∞ Gilbert Talbot,  Shrewsbury 7. grófja
              - Alethea Talbot (1585–1654)[m 11] ∞ Thomas Howard (1585–1646)[m 12],  Arundel 19. grófja[m 13]
                - ...innen Arundel grófjai és Norfolk hercegei

              - Mary Talbot ∞ William Herbert,  Pembroke 3. grófja
                - ...innen Pembroke grófjai

              - Elizabeth Talbot ∞ Henry Grey,  Kent 8. grófja

Forrás: Wikidata és Entitree

## A családhoz tartozó ismertebb Cavendish-ek
- Henry Cavendish (1731–1810) természettudós, fizikus és kémikus. A hidrogén felfedezője, a Cavendish-kísérlet névadója, mellyel meghatározta a Föld tömegét. A világ egyik legjelentősebb természettudósa.
- George Cavendish (~1500–1561/62) Wolsey bíboros életrajzírója[m 8]
- Frederick Cavendish (1836–1882) ír főminiszter-helyettes (Chief Secretary for Ireland). A főnixparki gyilkosság 1882. május 6-án történt Dublinban, a Phoenix Parkban. Két magas rangú brit tisztviselőt – Lord Frederick Cavendisht, az újonnan kinevezett Chief Secretary for Ireland-t, és Thomas Henry Burke államtitkárt – az Ír Köztársasági Testvériség radikális csoportja meggyilkolta. A merénylet visszalépést jelentett az ír–brit megbékélési folyamatban.
- Lucy Cavendish (1841–1925) a női felsőoktatás és jogegyenlőség úttörője az angol társadalomban. A Lucy Cavendish College őrzi nevét.
- Richard Cavendish (1930–2016) történetíró, ismeretterjesztő. A History Today folyóirat munkatársa, aki számos angol történelmi témát népszerűsített.
- Victor Cavendish-Bentinck, Portland 9. hercege (1897–1990) diplomata volt. 1939-ben nevezték ki a Közös Hírszerzési Bizottság (Joint Intelligence Committee) elnökévé, amely posztot a második világháború alatt töltötte be. Ebben a szerepben kulcsszerepet játszott a brit hírszerzési tevékenységek koordinálásában.
- Thomas Cavendish (1560 – 1592 májusa) angol felfedező és kalóz volt, akit „a Navigátornak” neveztek, mivel elsőként próbálta tudatosan követni Francis Drake példáját: spanyol városokat és hajókat támadott meg a Csendes-óceánon, majd a Föld körülhajózásával tért vissza. Megelőzte őt Magellán–Elcano, García Jofre de Loaísa(wd) és Drake expedíciója is a földkerülésben. Első útja, amely sikeres földkörüli hajózás volt, jelentős vagyont hozott számára a spanyoloktól zsákmányolt aranyból, selyemből és kincsekből, főként a Csendes-óceánról és a Fülöp-szigetekről. Legértékesebb zsákmánya a 600 tonnás Santa Ana (Santa Anna) nevű manilai gálya volt. Hazatérése után I. Erzsébet angol királynő lovaggá ütötte. Második portyázó és földkerülő útjára is elindult, de ez sikertelen volt, és 31 évesen a tengeren halt meg. Thomas Cavendish John Cavendish (–1381) testvérének, Roger Cavendishnek a leszármazottja volt, a családfán sem Robert, sem Thomas nincs feltüntetve,

## Néhány jelenlegi és egykori Cavendish rezidencia
- A Derbyshire-i Chatsworth-ház, Devonshire jelenlegi hercegének lakhelye
- A Derbyshire-i Hardwick Hall(wd), Devonshire hercegi reidencia 1956-ig, azóta a Nemzeti Alapkezelő tulajdona. „Több üveg, mint fal.“
- Az Észak-írországi Waterford megyében álló Lismore kastély, a Devonshire hercegek magántulajdona
- A Derbyshire-i Bolsover kastély a Newcastle, majd Portland hercegek birtokában volt.
- A northumberlandi Bothal kastély a Newcastle, majd Portland hercegek birtokában volt.
- A North Yorkshire-i Bolton Apátság először a Clifford bárók[m 2], majd házassági hozományként Devonshire hercegek birtokába került, ma is ők tulajdonolják.
- A Buckighamshire-i Latimer ház a Devonshire hercegek oldalágának, Chesham báróinak birtokában volt. Ma szálloda.
- A London mellett épült Chiswick House mára a város Ealing kerületében áll. A Devonshire hercegek 1758–1929 között birtokoltál az épületet.
- A Compton kastély is házasság útján került a Devonshire hercegekhez, a magas örökösödési adó miatt 1954 óta bérbe adják.
- A kolostorok feloszlatása[m 2] óta magántulajdon, több évszázada a Devonshire hercegeké.
- A Nottinghamshire-i Welbeck apátság kolostorok feloszlatása[m 2] után hamarosan a Portland hercegeké lett. Bár a hercegi cím kihalt, az apátságot az örökösök birtokában van.

## Fordítás
- Ez a szócikk részben vagy egészben  a   Cavendish family című angol Wikipédia-szócikk ezen változatának fordításán alapul.  Az eredeti cikk szerkesztőit annak laptörténete sorolja fel. Ez a jelzés csupán a megfogalmazás eredetét és a szerzői jogokat jelzi, nem szolgál a cikkben szereplő információk forrásmegjelöléseként.